# Cape-Palmerston-Nationalpark
Der Cape-Palmerston-Nationalpark (engl.: Cape Palmerston National Park) ist ein Nationalpark im Osten des australischen Bundesstaates Queensland.

## Lage
Er liegt 748 km nordwestlich von Brisbane und 115 km südsüdöstlich von Mackay. Der Park schützt einen der wenigen noch unberührten Küstenabschnitte zwischen Bowen und St Lawrence.

## Geländeformen
Charakteristisch für den Nationalpark sind felsige Kaps, Sanddünen, Sümpfe und Regenwälder. Höchste Erhebung ist der 344 m hohe Mount Funnel.

## Flora und Fauna
Im Park finden sich Regen- und Mangrovenwälder, sowie lichtes Waldland mit Eukalyptus. Auf den Hügelkämmen wachsen Eukalyptuswälder, während in den engen Tälern Myrtenheiden zu Hause sind.
In den Sümpfen gibt es Frösche und andere Bewohner von Feuchtgebieten. An den Stränden nisten Triele. Zweifarben-Fruchttauben sind im Winter und Frühjahr im Park zu finden. Hier liegt die Südgrenze ihres Verbreitungsgebietes. Vor der Küste kann man in der kühleren Jahreszeit Buckelwale beobachten und auch Meeresschildkröten schwimmen im Wasser.

## Zufahrt und Einrichtungen
Der Park ist vom Bruce Highway (Ausfahrt Ilbilbie) zu erreichen. Die Straßen im Park sind unbefestigt, weshalb nur allradgetriebene Fahrzeuge empfohlen werden.
Es gibt zwei Zeltplätze im Park, die aber nur Grundausstattung besitzen. Auch „Wildcampen“ ist gestattet. Einer der beiden Zeltplätze ist mit einem Slipway für Boote ausgestattet.